# 西澤良記
西澤 良記（にしざわ よしき、1945年5月15日 - ）は、日本の医学者、公立大学法人大阪初代理事長。

## 人物
1970年、大阪市立大学医学部を卒業し、医学士取得。同年医師免許を取得し、1975年、大阪市立大学大学院医学研究科を修了。医学博士取得。
その後、同大学助教授、教授、大学院教授、附属病院副院長、医学部長兼大学院医学研究科長。
2007年8月より米国トーマス・ジェファーソン大学客員教授を務める。
2010年、公立大学法人大阪市立大学理事長兼大阪市立大学学長。2016年、医療法人蒼龍会井上病院名誉院長兼副理事長。
2019年より公立大学法人大阪理事長として、大阪府立大学と大阪市立大学の統合を担う。 2022年6月、大阪公立大学医学部附属病院長が決まらず、副院長が職務代理を務める異例の事態が続いた責任を取り、西澤を含め公立大学法人大阪役員6人が報酬の一部返納を行った。
2023年3月、公立大学法人大阪理事長退任、同年11月瑞宝中綬章受章。
専門は「代謝内分泌病態内科学」。

## 著書
- 『「痛い」「だるい」は生活習慣病のサイン』講談社+α新書、2003年